# Filippo Giannetto
Filippo Giannetto (Savoca, 1631 – Napoli, 31 marzo 1702) è stato un pittore italiano, cittadino del Regno di Sicilia.

## Biografia
Noto altresì come Filippo Giannetti, nacque a Savoca (cittadina collinare del Val Demone compresa nella Comarca di Taormina) all'epoca capoluogo di una vasta baronia sotto il mero e misto imperio dell'Archimandritato del Santissimo Salvatore di Messina. 
Figlio di Antonina e Placido Giannetto (1599-1637), venne battezzato nella chiesa di San Nicolò, come, ancora oggi, testimonia il certificato di battesimo.
Portato per l'arte pittorica, ancora adolescente lasciò il paese nativo e si trasferì a Messina.
Inizialmente frequentò la scuola del pittore prospettivista messinese Jacopo Cara, successivamente passò a quella dell'olandese Abraham Casembroot, che aveva come discepoli Domenico Guargena e Andrea Suppa.
Giuseppe Grosso-Cacopardo, nel suo libro del 1821 titolato Memorie de' pittori messinesi e degli esteri che in Messina fiorirono dal secolo XII sino al secolo XIX; così definisce il Giannetto:
"... fu felice nel dipinger paesi, e sebbene inferiore al maestro nelle figure, lo superò nel grandioso operare, e specialmente nell'arte dello sfrondeggiare...".
Filippo Giannetto sposò la pittrice francese Flavia Durand (1635-1715), nata in Borgogna e giunta in Messina al seguito del padre, il pittore Giovan Battista Durand, verso il 1650. La Durand collaborò col marito nella realizzazione di molte opere.
Sicuramente dopo il 1670, la coppia di artisti lasciò Messina e si stabilì in Palermo, dove rimase per molto tempo. Erano gli anni della Rivolta antispagnola di Messina, la città dello Stretto uscì da questa tragica esperienza nel peggiore dei modi: venne, infatti, privata dagli spagnoli di tutti i privilegi di cui per secoli aveva goduto e si avviò verso un lunghissimo periodo di decadenza dal quale non sarebbe mai risorta.
Nel 1689, lasciata Palermo e il Regno di Sicilia, su invito del Viceré del Regno di Napoli, Francisco Benavides Conte di Santo Stefano, di cui il Giannetto era intimo amico e confidente, si stabilì nella Capitale partenopea ove realizzò su commissione dello stesso un gran numero di pitture che vennero mandate in Spagna.
Giannetto, per la sua spiccata capacità di dipingere paesaggi, fu soprannominato "Giordano de'paesisti".

### Vita privata e morte
Grazie a Francesco Susinno, giunge fino a noi anche un ritratto caratteriale di questo artista siciliano: "vero filosofo, uomo distratto […] casuale nel vestire, nell'andare e poco polito. Poetava graziosamente in rime siciliane ed all'improvviso" 
Filippo Giannetto era zio (fratello della madre) del pittore messinese Filippo Tancredi.
Morì di morte improvvisa a Napoli il 31 marzo 1702 e venne sepolto nella Chiesa di Santa Maria la Nova dei padri osservanti.

## Opere
- I viaggiatori assassinati e la Bambocciata, realizzati con molta probabilità prima del 1670 e, conservati (al 1821) nella Galleria del Palazzo Brunaccini di Messina, distrutto dal terremoto del 1908. È probabile che queste due opere siano andate perdute a causa del terremoto.
- Veduta di Messina durante la rivolta del 1674/'78 conservato nel Museo di Capodimonte a Napoli.
- L'inaugurazione del Parlamento a Palermo, del 1671, raffigura il Parlamento siciliano riunito per la seduta inaugurale nell'attuale sala d'Ercole del Palazzo Reale di Palermo. Quest'opera è firmata Filippo da Messina e solo recentemente è stata attribuita a Filippo Giannetto[senza fonte]. Questo quadro fa parte della collezione del principe Antoine Lamoral de Ligne, ed è conservato nel Castello di Belœil, in Belgio.